# ヒラドツツジ
ヒラドツツジ（平戸躑躅、学名: Rhododendron × pulchrum ）とはツツジ科の半常緑樹の一種。
平戸は古くから交易の中心地であったためケラマツツジ（沖縄諸島原産）・モチツツジ（中部日本原産）・キシツツジ（西部日本原産）・タイワンヤマツツジ（広東〜雲南、台湾〜奄美大島）など各地のツツジが持ち込まれ、寺院や武家屋敷内でそれらが自然交雑し、実生を繰り返し、大輪のツツジ群が出来たと思われる。それらの中から特に美しいものを選抜し増殖したものである。
冬でも枝先の葉が残る半常緑低木で、4 - 5月頃に大きな花を開花させる。葉は互生し、両面や葉柄には毛が多い。下部の葉は秋に紅葉し、日当たりがよいと赤色、日陰では黄色に色づく。園芸種は庭木、公園、生け垣、街路などに植えられる。
古くから平戸で栽培されてきたことが名前の由来とされ、1712年に出た『和漢三才図会』にはすでに「ヒラドツツジ」の名で紹介されていた。平戸市の花に定められ、市内の崎方公園には300種からなる原木園がある。
交配が重ねられ数多くの園芸品種がある。特に有名な ‘大紫’（おおむらさき）もそのひとつである。